# Aufnahmegesetz
Das Aufnahmegesetz vom 22. August 1950 (AufnG), bis zum 1. Mai 1986 Gesetz über die Notaufnahme von Deutschen in das Bundesgebiet (im historischen Kontext häufig auch Notaufnahmegesetz, NAG), war ein westdeutsches Gesetz, wonach Personen, die aus der sowjetischen Besatzungszone oder dem sowjetischen Sektor von Berlin in den Westen Deutschlands geflüchtet waren, dort einer besonderen Aufenthaltserlaubnis bedurften (§ 1 Abs. 1 AufnG). Es galt für deutsche Staatsangehörige und deutsche Volkszugehörige, die nicht aufgrund eines genehmigten Ausreiseantrags in den Westteil Deutschlands, sondern abseits der Kontrollpassierpunkte dorthin gelangt waren (sog. illegale Grenzgänger).
Das Gesetz schränkte bis zu seiner Aufhebung zum 1. Juli 1990 das Grundrecht der Freizügigkeit insofern ein, als diese Personen für den ständigen Aufenthalt im Geltungsbereich des Gesetzes einer besonderen Erlaubnis bedurften, die nach einem besonderen Aufnahmeverfahren erteilt wurde.
Mit Gesetz vom 21. Juli 1951 wurde das Gesetz ergänzt. Danach galt es auch im Land Berlin, wenn dieses die Anwendung durch Gesetz gem. Art. 87 Abs. 2 seiner Verfassung beschließt. Seit dem 4. Februar 1952 galt das Gesetz über die Notaufnahme von Deutschen in Berlin vom 21. Dezember 1951.
1986 wurde es umbenannt in Gesetz über die Aufnahme von Deutschen in das Bundesgebiet (Aufnahmegesetz — AufnG) und das Aufnahmeverfahren vereinfacht.
Die nach Öffnung der innerdeutschen Grenze im Herbst 1989 bestehende Freizügigkeit rechtfertigte die Aufhebung des Gesetzes.

## Bedeutung
Nachdem der Wortlaut des Art. 11 Abs. 1 GG vor Verabschiedung des Grundgesetzes im Parlamentarischen Rat von „alle Bundesangehörigen“ in „alle Deutschen“ abgeändert worden war, hat es die Bundesrepublik Deutschland in den Worten des Bundesverfassungsgerichts „übernommen, nicht einen großen Teil der Staatsangehörigen des deutschen Gesamtstaates an den Grenzen ihres Machtbereichs abzuweisen.“ Die Aufnahme eines Zuwanderers bedeute zwar in den meisten Fällen eine weitere Anspannung des Arbeitsmarktes und mittelbar in gewissem Umfange eine Inanspruchnahme öffentlicher Mittel. Diese Belastungen müssten aber in Kauf genommen werden; denn die Verleihung der Freizügigkeit an die Deutschen in der sowjetischen Besatzungszone bedeute auch, dass sie in dieser Hinsicht auf eine Stufe mit den Deutschen in der Bundesrepublik Deutschland gestellt werden und die gleichen Chancen erhalten wie diese. Einschränkungen der Zuwanderung in die Bundesrepublik Deutschland waren daher auch gegenüber Deutschen der sowjetischen Besatzungszone nur insoweit zulässig, als bei dem einzelnen Zuwanderer einer der Gründe für die Versagung der Aufnahme aus Art. 11 Abs. 2 GG vorliegt.

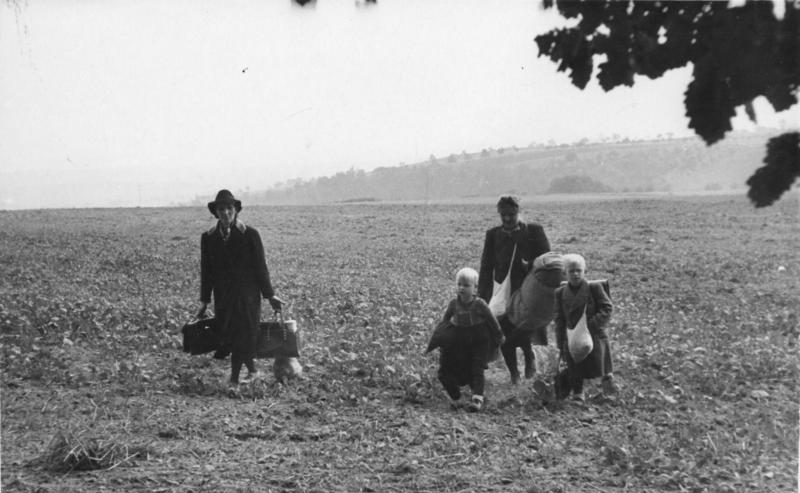
Flucht über die „grüne Grenze“ bei Marienborn, Oktober 1949

## Entstehungsgeschichte
Seit 1. September 1949 waren die meisten Übersiedler aufgrund der Uelzener Beschlüsse vom 11. Juni 1949 von den Ländern des Vereinigten Wirtschaftsgebiets aufgenommen worden. Die Länder der ehemals französisch besetzten Zone waren an dieser Übereinkunft nicht beteiligt. Eine entsprechende Regelung „mit den Herren Ministerpräsidenten der französischen Zone“ sollte jedoch herbeigeführt werden.
Nach dem Besatzungsstatut war den Besatzungsbehörden die Zuständigkeit für „verschleppte Personen und die Aufnahme von Flüchtlingen“ ausdrücklich vorbehalten. Die Alliierte Hohe Kommission hatte jedoch die Bundesregierung in einem Memorandum vom 2. Dezember 1949 gebeten, unter Beachtung gewisser Grundsätze, insbesondere des Asylrechts für politische Flüchtlinge gem. Art. 16 Abs. 2 des Grundgesetzes, die Aufnahme von deutschen Flüchtlingen selbst zu regeln. Am 16. Dezember 1949 reichte die SPD-Fraktion im Deutschen Bundestag einen Gesetzentwurf über die Notaufnahme von Deutschen in das Bundesgebiet ein, um eine bis dahin bestehende Rechtsverordnung der Bundesregierung gem. Art. 119 GG durch Bundesgesetz abzulösen. Dieser Entwurf wurde nach den entsprechenden Ausschussberatungen als Notaufnahmegesetz verabschiedet.

## Aufnahmevoraussetzungen und -verfahren
Die besondere Erlaubnis zum Aufenthalt im Westen durfte Personen nicht verweigert werden, die wegen einer drohenden Gefahr für Leib und Leben, für die persönliche Freiheit oder aus sonstigen zwingenden Gründen die betreffenden Gebiete verlassen mussten (§ 1 Abs. 2 AufnG). Dem begünstigten Personenkreis wurde damit ein Rechtsanspruch auf Aufnahme in das Bundesgebiet gewährt.
Mit Inkrafttreten des Bundesvertriebenengesetzes (BVFG) am 5. Juni 1953 erhielt 1 Abs. 2 AufnG folgende Fassung:

„Die besondere Erlaubnis darf Personen nicht verweigert werden, die [...] flüchten mussten, um sich einer von ihnen nicht zu vertretenen und durch die politischen Verhältnisse bedingten besonderen Zwangslage zu entziehen, und [...] nicht durch ihr Verhalten gegen die Grundsätze der Menschlichkeit der Rechtsstaatlichkeit verstoßen haben. Eine besondere Zwangslage ist vor allem dann gegeben, wenn eine unmittelbare Gefahr für Leib und Leben oder die persönliche Freiheit vorgelegen hat. Wirtschaftliche Gründe allein begründen keinen Rechtsanspruch auf Erteilung der besonderen Erlaubnis [...].“

Der Begriff der „besonderen Zwangslage“ erforderte nach der ständigen Rechtsprechung des Bundesverwaltungsgerichts nicht, „dass irgendeine tatsächliche Bedrohung des Betroffenen wirklich schon vorgelegen haben muss.“ Der Begriff umfasse vielmehr auch Fälle, „in denen sich der Zwang aus inneren Vorgängen (Angst, Gewissensnot und dergl.)“ ergebe. Es musste sich nur um eine „besondere Zwangslage“ gehandelt haben, „also nicht nur um eine Zwangslage, in der sich bei den heutigen Verhältnissen mehr oder wenige alle Bewohner der Sowjetzone befinden, sondern um eine solche, die in der Person des Betroffenen bereits eine bestimmte Verschärfung erfahren und sich in irgendwie bedrohlicher Weise zugespitzt hat, wobei auch innere Vorgänge, wie besonders Angst, Besorgnisse oder Gewissensnöte“ durchaus ausreichen können.
Trotz gleichbleibender Aufnahmekriterien reichte ab 1953 der Nachweis eines Arbeitsplatzes im Westen, von 1956 an gar der Beleg der bloßen Arbeitsfähigkeit.
Nähere Bestimmungen über das Aufnahmeverfahren enthielt eine Durchführungsverordnung vom 11. Juni 1951 (DV).
Die Flüchtlinge hatten sich zunächst in einem dafür bestimmten Aufnahmelager zu melden. Dort entschied ein Aufnahmeausschuss über das Vorliegen „zwingender Gründe“ im Sinne des § 1 Abs. 2 NAG (§ 2 NAG). Die Ausschussmitglieder wurden vom Bundesminister für Vertriebene berufen (§ 5 DV) und hatten den Sachverhalt umfassend aufzuklären (§ 11 DV). Gegen die ablehnende Entscheidung war eine Beschwerde bei einem Beschwerdeausschuss möglich, der abschließend entschied (3 NAG). Dagegen konnte gegebenenfalls eine Verwaltungsklage nach den entsprechenden Landesgesetzen, seit Inkrafttreten der Verwaltungsgerichtsordnung am 1. April 1960 gem. § 42 VwGO erhoben werden. Aufgenommene wurden nach dem Königsteiner Schlüssel auf die einzelnen Bundesländer verteilt. Die dafür entstehenden Kosten trug der Bund (§§ 5–7 NAG). Eine aufgrund unrichtiger Angaben oder falscher Beweismittel erteilte Aufenthaltserlaubnis konnte widerrufen werden (§ 16 DV).
Die anerkannten Übersiedler erhielten finanzielle Hilfen (Flüchtlingsbeihilfen, Lastenausgleich für zurückgelassenes Eigentum), ihre Rentenansprüche wurden geklärt und Ausbildungszeugnisse überprüft. Wurde die Erlaubnis versagt, so konnten die Übersiedler gleichwohl in der Bundesrepublik bleiben, erhielten jedoch keine staatlichen Eingliederungshilfen, keine Arbeitserlaubnis und keine Zuteilung von Wohnraum.
Im Notaufnahmeverfahren wurde auch eine Überprüfung der Antragsteller durch die alliierten Geheimdienste in der sogenannten Sichtungsstelle vorgenommen.

## Sowjetzonenflüchtlinge

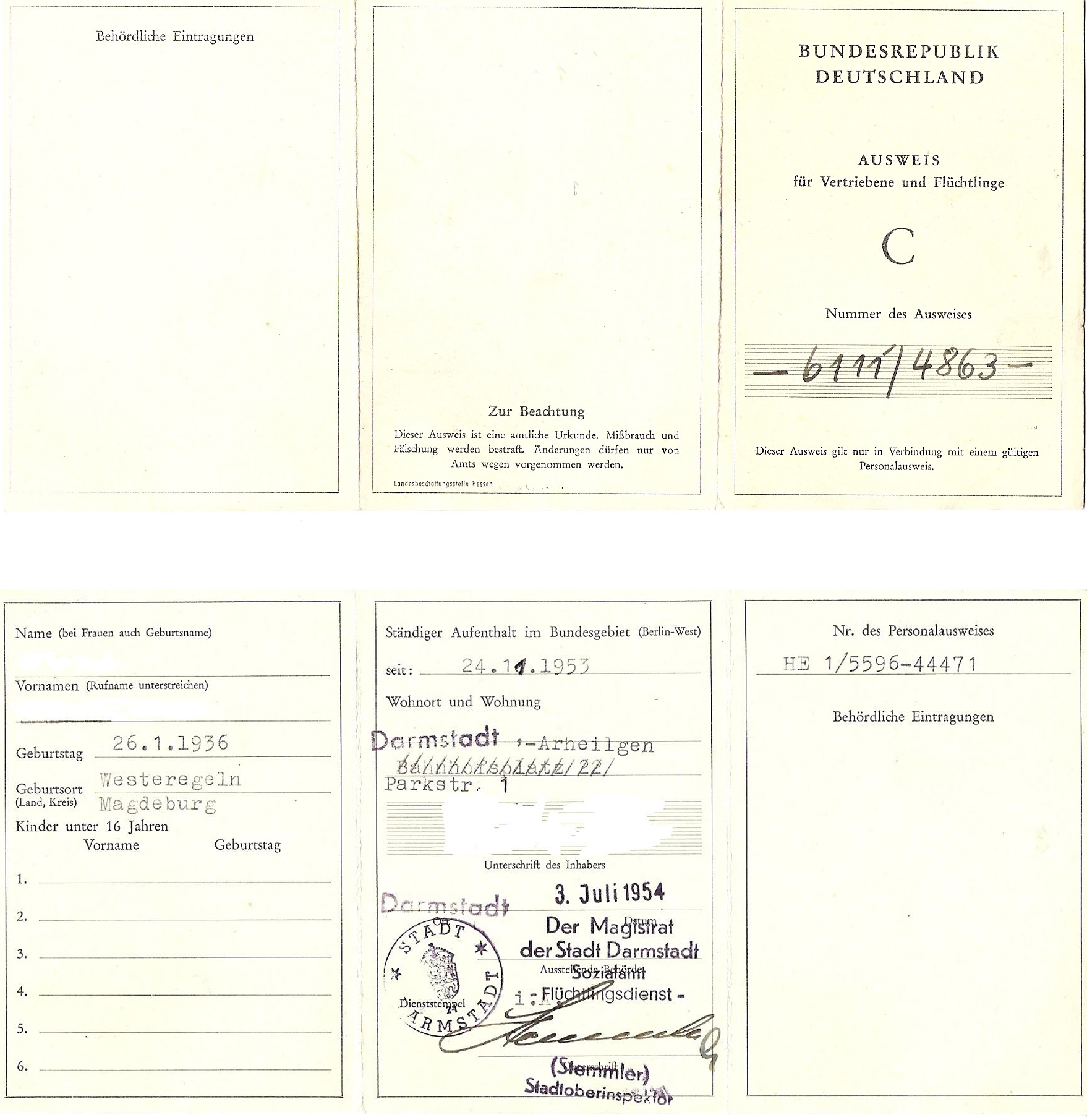
Ausweis für Vertriebene und Flüchtlinge C für einen Sowjetzonenflüchtling aus Magdeburg, ausgestellt in Darmstadt

Personen, bei denen sich die Abwanderung aus der sowjetischen Besatzungszone unter Verhältnissen vollzogen hatte, die einer Vertreibung gleichkam, wurden als sog. Sowjetzonenflüchtlinge in den Geltungsbereich des Bundesvertriebenengesetzes einbezogen (§§ 3, 4 BVFG). Die Abwanderungen aus sonstigen Gründen, auch wenn diese nach dem Notaufnahmegesetz zu einer Aufenthaltserlaubnis berechtigen, erfüllten dagegen keinen Vertreibungstatbestand und begründeten auch keine Eingliederungsansprüche nach dem BVFG wie Existenzgründungsdarlehehen oder Vergünstigungen im Steuer- und Abgabenrecht.
Nur Sowjetzonenflüchtlinge und ihnen gleichgestellte Personen (sog. Nichtrückkehrer) im Sinne der §§ 3, 4 BVFG erhielten einen Ausweis gem. § 15 BVFG.

## Aufnahmelager
Zur Notaufnahme bestimmte Lager wurden zunächst in Gießen in der amerikanischen und Uelzen (Bohldamm) in der britischen Besatzungszone eingerichtet. Das Notaufnahmelager Marienfelde folgte später für über Berlin Geflüchtete.